# Carlos Carmona Bonet
Carlos Carmona Bonet (Palma, 5 de juliol de 1987) és un futbolista mallorquí, que ocupa la posició de migcampista al Club de Futbol Intercity.
Format al planter del RCD Mallorca, debuta a primera divisió en un encontre de la campanya 04/05. El Mallorca el cediria posteriorment al Reial Valladolid i al FC Cartagena. Al segon hi va quallar dues bones temporades, que es van saldar amb l'ascens dels cartaginesos a Segona Divisió.
L'estiu del 2009 fitxa pel Recreativo de Huelva, equip amb el qual juga 38 partits a la segona divisió A i marca 8 gols, esdevenint el màxim golejador de l'equip.
El 17 d'agost del 2010 fitxa per l'equip filial del Barça B.
Al 2021 fitxa pel Club de Futbol Intercity.